# (161) Athor
(161) Athor – planetoida z grupy pasa głównego asteroid okrążająca Słońce w ciągu 3 lat i 246 dni w średniej odległości 2,38 j.a. Została odkryta 19 kwietnia 1876 roku w Detroit Observatory w mieście Ann Arbor przez Jamesa Watsona. Nazwa planetoidy pochodzi od egipskiej bogini nieba Hathor.